# Churd
Churd (mongolskou cyrilicí Хурд) je mongolská hardrocková a heavymetalová hudební skupina. Založili ji v roce 1987 zaměstnanci ulánbátarského železničního depa vedení Dambynem Ganbajarem. Skupina se původně jmenovala rusky Skorosť, později se přejmenovala na mongolské Churd (oboje znamená v překladu „rychlost“). Stávající sestava vykrystalizovala po příchodu zpěváka Dambyna Tömörcoga v roce 1993 a skupina se zprofesionalizovala. Churd ve své tvorbě vycházel ze zahraničních vzorů jako Iron Maiden, W.A.S.P. nebo Metallica, postupně přijímal rovněž vlivy nu metalu, industriálu i pentatonické lidové hudby. Texty skupiny oslavují mongolské národní tradice, což vedlo k zákazu jejich vystupování v čínském Vnitřním Mongolsku. Stali se prvními mongolskými držiteli zlaté desky, byla jim udělena cena Zlatý mikrofon i titul zasloužilých umělců Mongolska.

## Diskografie
- The Best Collection 1 (1997)
- The Best Collection 2 (1997)
- Unplugged (1998)
- Өдөр шөнө (1999)
- Мянган жилд ганц (2001)
- The Best Collection III (2001)
- Монголд төрсөн (2004)
- Зүйрлэх аргагүй (2005)
- Хайрын салхи (2009)
- Нарлаг диваажин (2016)